# Legislativní rada vlády České republiky
Legislativní rada vlády je poradní orgán vlády České republiky v oblasti její legislativní činnosti. Zřízena může být podle § 28a zákona č. 2/1969 Sb., o zřízení ministerstev a jiných ústředních orgánů státní správy České republiky. O jejím zřízení rozhoduje vláda, která schvaluje i její statut. Činnost rady, kromě statutu, určují hlavně Legislativní pravidla vlády.

## Charakteristika
Svou působnost vykonává prostřednictvím zasedání, předsedy a pracovních komisí. Při výkonu své působnosti posuzuje legislativní návrhy, tj. věcné záměry zákonů, návrhy zákonů a návrhy nařízení vlády, zda jsou:
- v souladu s ústavním pořádkem a s ostatními součástmi právního řádu České republiky,
- v souladu s mezinárodními smlouvami, jimiž je Česká republika vázána,
- v souladu s právem Evropské unie,
- ve všech svých částech a jako celek nezbytné,
- přehledně členěny, srozumitelně a jednoznačně formulovány,
- v souladu s ostatními závaznými pravidly legislativního procesu.

Zasedání rady se konají dle potřeby, zpravidla jednou za dva týdny. Zasedání svolává předseda, který stanoví místo, čas a program zasedání. Připojí materiály, které byly radě předloženy k projednání, a návrh stanoviska rady vypracovaný odborem vládní legislativy Úřadu vlády. Není-li návrh stanoviska k dispozici, zašle jej odbor dodatečně.

## Vedení
V čele Legislativní rady vlády ČR stojí předseda, který je od účinnosti zákona č. 272/1996 Sb. (listopad 1996) členem vlády. Ta ho jmenuje svým usnesením. Před rokem 1989 stál v čele po většinu času místopředseda vlády. V roce 1990 byla krátce funkce formálně vykonávána předsedou vlády, přičemž následně se v čele vystřídali ministři zastávající post ministra spravedlnosti. V letech 1992 až 1996 stál v čele Legislativní rady vlády ČR místopředseda vlády pověřený řízením Úřadu pro legislativu a veřejnou správu České republiky (úřad zanikl výše zmíněným zák. 272/1996 Sb.). Od té doby bývá předsedou zpravidla ministr bez portfeje (ministr pro legislativu) nebo ministr spravedlnosti.
Ve vládě Petra Fialy zastává post předsedkyně Legislativní rady ministryně spravedlnosti Eva Decroix.

### Seznam předsedů Legislativní rady vlády (v rámci československé federace)
| Pořadí | Předseda        | Předseda                        | Subjekt | Subjekt | Začátek a konec v úřadu | Začátek a konec v úřadu | Pozice ve vládě                                                              | Vláda                           |
| ------ | --------------- | ------------------------------- | ------- | ------- | ----------------------- | ----------------------- | ---------------------------------------------------------------------------- | ------------------------------- |
| 1.     | Ladislav Adamec |                                 |         | KSČ     | 1969                    | 1981                    | místopředseda vlády                                                          | Rázl                            |
| 1.     | Ladislav Adamec | Kempný a Korčák                 |         | KSČ     | 1969                    | 1981                    | místopředseda vlády                                                          |                                 |
| 1.     | Ladislav Adamec | Korčák II.                      |         | KSČ     | 1969                    | 1981                    | místopředseda vlády                                                          |                                 |
| 1.     | Ladislav Adamec | Korčák III.                     |         | KSČ     | 1969                    | 1981                    | místopředseda vlády                                                          |                                 |
| 2.     | Zdeněk Zuska    |                                 |         | KSČ     | 8. července 1981        | 17. prosince 1982       | místopředseda vlády                                                          | Korčák IV.                      |
| 3.     | Ladislav Adamec |                                 |         | KSČ     | 12. října 1983          | 31. března 1987         | místopředseda vlády                                                          | Korčák IV.                      |
| 3.     | Ladislav Adamec | Korčák, Adamec, Pitra a Pithart |         | KSČ     | 12. října 1983          | 31. března 1987         | místopředseda vlády                                                          |                                 |
| 4.     | Zdeněk Horčík   |                                 |         | KSČ     | 31. března 1987         | 9. listopadu 1988       | místopředseda vlády                                                          | Korčák, Adamec, Pitra a Pithart |
| 5.     | Antonín Kašpar  |                                 |         | KSČ     | 9. listopadu 1988       | 1990                    | ministr spravedlnosti                                                        | Korčák, Adamec, Pitra a Pithart |
| 6.     | Antonín Baudyš  |                                 |         | ČSL     | 31. ledna 1990          | 26. února 1990          | místopředseda vlády                                                          | Korčák, Adamec, Pitra a Pithart |
| 7.     | Petr Pithart    |                                 |         | OF      | 26. února 1990          | 17. dubna 1991          | předseda vlády                                                               | Korčák, Adamec, Pitra a Pithart |
| 7.     | Petr Pithart    | Pithart                         |         | OF      | 26. února 1990          | 17. dubna 1991          | předseda vlády                                                               |                                 |
| 8.     | Leon Richter    |                                 |         | OF      | 17. dubna 1991          | 4. února 1992           | ministr spravedlnosti                                                        | Pithart                         |
| 9.     | Jiří Novák      |                                 |         | ODS     | 4. února 1992           | 17. července 1992       | ministr spravedlnosti                                                        | Pithart                         |
| 10.    | Jan Kalvoda     |                                 |         | ODA     | 17. července 1992       | 31. prosince 1992       | místopředseda vlády pověřený řízením Úřadu pro legislativu a veřejnou správu | Klaus I.                        |

### Seznam předsedů Legislativní rady vlády (v rámci samostatné republiky)
| Pořadí | Předseda            | Předseda          | Subjekt       | Subjekt             | Začátek a konec v úřadu                     | Začátek a konec v úřadu | Pozice ve vládě                                                              | Vláda         |
| --- | ------------------- | ----------------- | ------------- | ------------------- | ------------------------------------------- | ----------------------- | ---------------------------------------------------------------------------- | ------------- |
| 1. | Jan Kalvoda         |                   |               | ODA                 | 1. ledna 1993                               | 4. července 1996        | místopředseda vlády pověřený řízením Úřadu pro legislativu a veřejnou správu | Klaus I.      |
| 1. | Jan Kalvoda         | 4. července 1996  | 7. ledna 1997 | ODA                 | místopředseda vlády a ministr spravedlnosti | Klaus II.               |                                                                              |               |
| 2. | Vlasta Parkanová    |                   |               | ODA                 | 7. ledna 1997                               | 2. ledna 1998           | ministryně spravedlnosti                                                     | Klaus II.     |
| 3. | Miloslav Výborný    |                   |               | KDU-ČSL             | 5. ledna 1998                               | 22. července 1998       | ministr bez portfeje                                                         | Tošovský      |
| 4. | Pavel Rychetský     |                   |               | ČSSD                | 22. července 1998                           | 12. července 2002       | místopředseda vlády                                                          | Zeman         |
| 4. | Pavel Rychetský     | 12. července 2002 | 3. srpna 2003 | ČSSD                | vicepremiér a ministr spravedlnosti         | Špidla                  |                                                                              |               |
| Od 3. srpna 2003 do 1. dubna 2004 úřad neobsazen. Legislativní radu vlády řídil její 1. místopředseda Jaroslav Bureš. |                     |                   |               |                     |                                             |                         |                                                                              |               |
| 5. | Karel Čermák        |                   |               | nestraník za ČSSD   | 1. dubna 2004                               | 30. června 2004         | ministr spravedlnosti                                                        | Špidla        |
| 6. | Jaroslav Bureš      |                   |               | nestraník za ČSSD   | 4. srpna 2004                               | 25. dubna 2005          | ministr bez portfeje                                                         | Gross         |
| 7. | Pavel Zářecký       |                   |               | nestraník za ČSSD   | 25. dubna 2005                              | 4. září 2006            | ministr bez portfeje                                                         | Paroubek      |
| 8. | Jiří Pospíšil       |                   |               | ODS                 | 4. září 2006                                | 9. ledna 2007           | ministr spravedlnosti                                                        | Topolánek I.  |
| 9. | Cyril Svoboda       |                   |               | KDU-ČSL             | 10. ledna 2007                              | 23. ledna 2009          | ministr bez portfeje                                                         | Topolánek II. |
| 10. | Pavel Svoboda       |                   |               | KDU-ČSL             | 23. ledna 2009                              | 8. května 2009          | ministr bez portfeje                                                         | Topolánek II. |
| 11. | Daniela Kovářová    |                   |               | nestranička za ODS  | 8. května 2009                              | 2. prosince 2009        | ministryně spravedlnosti                                                     | Fischer       |
| 12. | Pavel Zářecký       |                   |               | nestraník za ČSSD   | 3. prosince 2009                            | 13. července 2010       | ministr bez portfeje                                                         | Fischer       |
| 13. | Jiří Pospíšil       |                   |               | ODS                 | 13. července 2010                           | 13. července 2011       | ministr spravedlnosti                                                        | Nečas         |
| 14. | Karolína Peake      |                   |               | VV                  | 14. července 2011                           | 12. prosince 2012       | místopředsedkyně vlády                                                       | Nečas         |
| 14. | Karolína Peake      | LIDEM             |               |                     | 14. července 2011                           | 12. prosince 2012       | místopředsedkyně vlády                                                       | Nečas         |
| 15. | Petr Mlsna          |                   |               | nestraník za LIDEM  | 13. prosince 2012                           | 10. července 2013       | ministr bez portfeje                                                         | Nečas         |
| 16. | Marie Benešová      |                   |               | nestranička         | 10. července 2013                           | 29. ledna 2014          | ministryně spravedlnosti                                                     | Rusnok        |
| 17. | Jiří Dienstbier ml. |                   |               | ČSSD                | 29. ledna 2014                              | 30. listopadu 2016      | ministr pro lidská práva, rovné příležitosti a legislativu                   | Sobotka       |
| 18. | Jan Chvojka         |                   |               | ČSSD                | 5. prosince 2016                            | 13. prosince 2017       | ministr pro lidská práva, rovné příležitosti a legislativu                   | Sobotka       |
| 19. | Robert Pelikán      |                   |               | ANO                 | 13. prosince 2017                           | 27. června 2018         | ministr spravedlnosti                                                        | Babiš I.      |
| 20. | Taťána Malá         |                   |               | ANO                 | 27. června 2018                             | 10. července 2018       | ministryně spravedlnosti                                                     | Babiš II.     |
| 21. | Jan Kněžínek        |                   |               | nestraník za ANO    | 18. července 2018                           | 30. dubna 2019          | ministr spravedlnosti                                                        | Babiš II.     |
| 22. | Marie Benešová      |                   |               | nestranička za ANO  | 6. května 2019                              | 17. prosince 2021       | ministryně spravedlnosti                                                     | Babiš II.     |
| 23. | Michal Šalomoun     |                   |               | nestraník za Piráty | 17. prosince 2021                           | 11. října 2024          | ministr pro legislativu                                                      | Fiala         |
| 24. | Pavel Blažek        |                   |               | ODS                 | 12. října 2024                              | 9. června 2025          | ministr spravedlnosti                                                        | Fiala         |
| 25. | Eva Decroix         |                   |               | ODS                 | 10. června 2025                             | úřadující               | ministryně spravedlnosti                                                     | Fiala         |